# Monitorización cardíaca

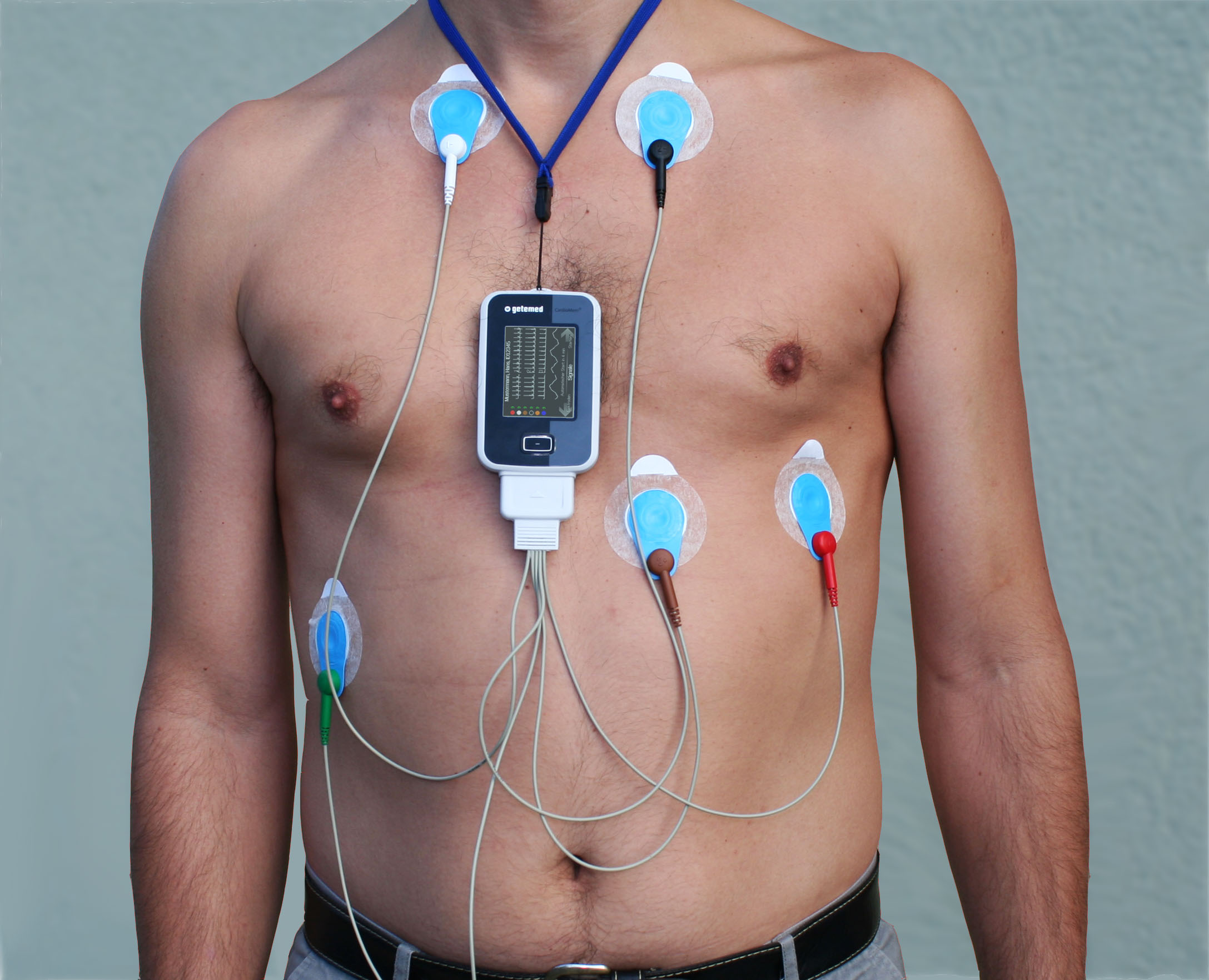
Monitor Holter de 5 electrodos.

La monitorización cardíaca generalmente se refiere a la monitorización continua o intermitente de la actividad cardíaca, generalmente mediante electrocardiografía, con evaluación del estado del paciente en relación con su ritmo cardíaco. Es diferente del monitoreo hemodinámico, que monitorea la presión y el flujo de sangre dentro del sistema cardiovascular . Los dos pueden realizarse simultáneamente en pacientes cardíacos críticos. La monitorización cardíaca con un pequeño dispositivo que lleva un paciente ambulatorio (uno lo suficientemente bien para caminar) se conoce como electrocardiografía ambulatoria (como con un monitor Holter, un ECG ambulatorio inalámbrico o una grabadora de bucle implantable ). La transmisión de datos desde un monitor a una estación de monitoreo distante se conoce como telemetría o biotelemetría .
La monitorización cardíaca en el servicio de urgencias se centra principalmente en la monitorización de la arritmia, el infarto de miocardio y la monitorización del intervalo QT. Es una herramienta de diagnóstico no invasiva y la monitorización se clasifica según el sistema de clasificación desarrollado por el Comité de Atención Cardíaca de Emergencia del Colegio Estadounidense de Cardiología.
Las diferentes clases son las siguientes:
- Clase I: La monitorización cardíaca está indicada en todos o la mayoría de los pacientes.
- Clase II: la monitorización cardíaca puede ser beneficiosa, pero no es esencial.
- Clase III: la monitorización cardíaca no está indicada porque el riesgo de eventos graves del paciente es bajo. La monitorización no tendrá ningún beneficio terapéutico.

## Servicios médicos de emergencia
En el contexto de la atención médica aguda fuera del hospital, los servicios de ambulancia y otros proveedores de servicios médicos de emergencia utilizan monitores cardíacos para evaluar el ritmo cardíaco del paciente. Los proveedores autorizados o certificados a nivel de paramédico están calificados para interpretar ECG. La información obtenida de los ECG se puede utilizar para dirigir el tratamiento del paciente en un centro de atención, particularmente en los laboratorios de cateterismo.

## Departamento de emergencias
En el servicio de urgencias, la monitorización cardíaca forma parte de la monitorización de los signos vitales en la medicina de urgencias y, por lo general, incluye la electrocardiografía .

### Monitor / desfibriladores
Algunos monitores de pacientes digitales, especialmente los que utilizan servicios de EMS, a menudo incorporan un desfibrilador en el propio monitor de paciente. Estos monitores / desfibriladores generalmente tienen las capacidades normales de un monitor de UCI, pero tienen la capacidad de desfibrilación manual (y generalmente DEA semiautomática). Esto es particularmente bueno para los servicios de emergencias médicas, que necesitan un monitor y desfibrilador compacto y fácil de usar, así como para el transporte de pacientes. La mayoría de los desfibriladores de monitor también tienen capacidad de estimulación transcutánea a través de almohadillas adhesivas tipo AED de gran tamaño (que a menudo se pueden usar para monitoreo, desfibrilación y estimulación) que se aplican al paciente en una configuración anteroposterior. Las unidades de desfibrilador de monitor a menudo tienen parámetros de monitorización especializados como capnografía de forma de onda, PA invasiva y, en algunos monitores, pulso-oximetría de Masimo Rainbow SET.
Ejemplos de desfibriladores de monitor son los Lifepak 12, 15 y 20 de Physio Control, Philips Heartstart MRx y las series E, R y X de ZOLL Medical.
|  |  |  |

## Monitores ambulatorios de larga duración
Hay dos clasificaciones generales para los monitores de eventos cardíacos: manual (o tonto) y automático. Los monitores automáticos de eventos de ECG tienen la capacidad de monitorear el ECG del paciente y realizar registros de eventos anormales sin requerir la intervención del paciente. Los registradores de eventos de ECG manuales requieren que el paciente sea sintomático y que active el dispositivo para registrar un evento; esto hace que estos dispositivos sean inútiles mientras, por ejemplo, el paciente está durmiendo. Una tercera clasificación, el registrador de bucle implantable, proporciona capacidades tanto automáticas como manuales.

Un ejemplo de monitorización automática es el monitor transtelefónico de eventos cardíacos. Este monitor se pone en contacto con los técnicos de ECG, por teléfono, de forma regular, transmitiendo los ritmos de ECG para un seguimiento continuo. El monitor transtelefónico de eventos cardíacos normalmente puede almacenar aproximadamente cinco "eventos cardíacos" que generalmente duran entre 30 – 60 segundos.

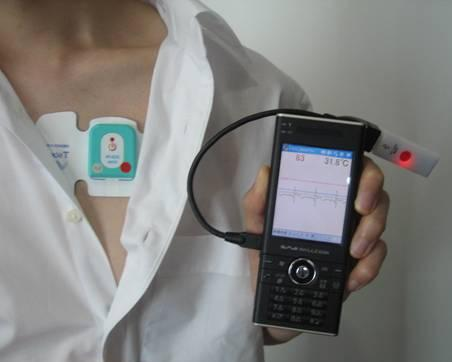
Monitor de ECG inalámbrico portátil
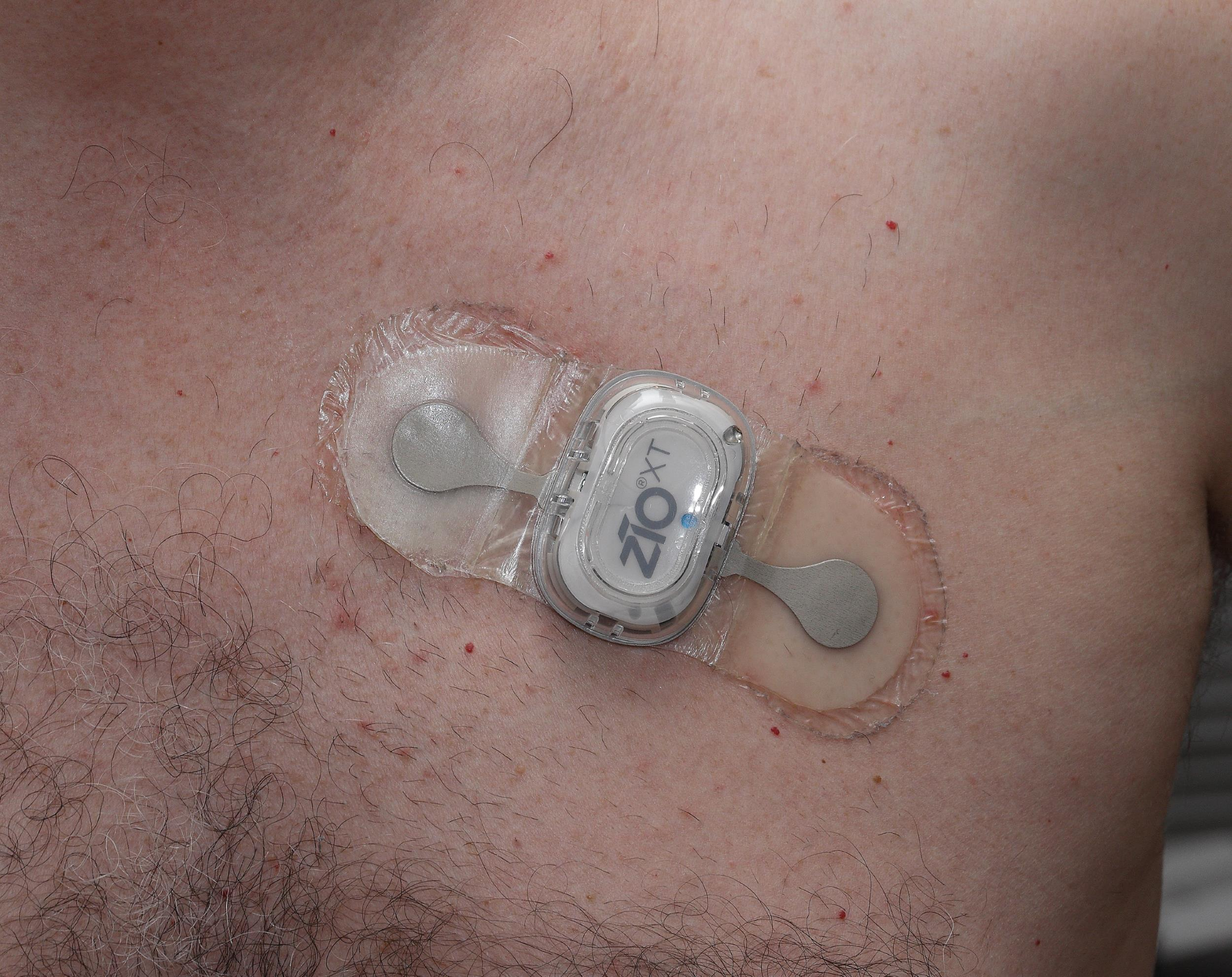
Un primer plano de una persona que lleva puesto el parche iRhythm ZIO XT, nueve días después de su colocación

## Monitoreo de frecuencia cardíaca
El control de la frecuencia cardíaca se puede realizar como parte de la electrocardiografía, pero también se puede medir convenientemente con monitores de frecuencia cardíaca específicos. Dichos monitores de frecuencia cardíaca son utilizados en gran medida por practicantes de diversos tipos de ejercicio físico .
Un monitor cardíaco genérico tiene las siguientes funciones:
- Una pantalla de frecuencia cardíaca y ritmo cardíaco.
- Sonido de alarmas por encima y por debajo de un límite preestablecido
- Capacidad para determinar la presencia de arritmia.

Hay muchos tipos diferentes de monitores cardíacos. En el uso personal, el monitor Holter es un monitor externo que utiliza cables con parches que se adhieren a la piel para medir y registrar continuamente la actividad cardíaca durante 1 a 2 días. Se puede llevar una grabadora de eventos en el cuerpo hasta por 30 días. Una unidad de telemetría cardíaca móvil es un monitor portátil que detecta, registra y transmite los ritmos cardíacos hasta por 30 días. Para un uso prolongado, se coloca un monitor cardíaco insertable debajo de la piel y detecta y registra automáticamente los ritmos cardíacos anormales durante un máximo de 5 años.

### Monitoreo de la frecuencia cardíaca fetal
La monitorización de la frecuencia cardíaca fetal es cada vez más frecuente en la atención estándar de las pacientes embarazadas antes del parto. A partir de 2002, el 85% de los embarazos en los Estados Unidos fueron monitoreados usando monitoreo fetal electrónico. El monitoreo fetal electrónico generalmente utiliza tecnología de ultrasonido Doppler para proporcionar retroalimentación en tiempo real sobre la actividad cardíaca del feto durante la gestación y el parto, sin embargo, otras tecnologías como analizar el voltaje generado por el músculo uterino en contracción medido en la superficie de la piel o registrar ambos están emergiendo el ECG fetal y el ECG de la madre y el filtrado del ECG de la madre.

### Monitores de frecuencia cardíaca portátiles para hacer ejercicio
Los nuevos monitores de frecuencia cardíaca portátiles miden indirectamente la frecuencia cardíaca con fotopletismografía de reflectancia. El monitor ilumina el tejido de la piel con un diodo emisor de luz (LED) y detecta la intensidad de la luz reflejada con el fotodetector. Los monitores de frecuencia cardíaca ópticos portátiles son menos confiables que los monitores de frecuencia cardíaca basados en electrodos. La precisión de los monitores ópticos de frecuencia cardíaca portátiles varía según el tipo de ejercicio. El tono de la piel y los artefactos de movimiento contribuyen a este error.